# Бездомні (роман)
«Бездомні» — роман Стефана Жеромського, написаний в 1899 році в Закопаному, вперше опублікований в 1900 році. Твір описує життя і громадську діяльність молодого лікаря Томаша Юдима та історію кохання до Йоанни Подборської. Це була п'ята книга письменника, яку критики і читачі визнали за велику подію не лише у літературному світі, але й у соціально-політичному. Книга відразу ж завоював величезну популярність.

## Час і місце дії
Дія роману відбувається в 90-х роках дев'ятнадцятого століття. Перший розділ твору починається в Парижі і триває протягом двох днів, там відбувається несподівана зустрічі у Луврі Юдима з пані Нєвадзкою і дівчатками, трохи згодом спільна поїздка у Версаль. У наступному розділі, дія переміщається до Варшави. Він залишався там протягом декількох місяців. У березні він був запрошений на роботу у Чісах, і вже у кінці квітня був там. У лютому цього року, їздив за кордон до Австрії та Швейцарії Віктор Юдим — брат Томаша. У червні дружина та діти його поїхали в Австрії та Швейцарії (Wintentur). Місця, згадані в щоденнику Йоанни Подборської — Варшава, Кельці, Менкажиці та села біля міста Кельців.

## Герої роману
Томаш Юдим — амбіційний, молодий лікар. Вважає, що його місією як лікаря є допомога людям з нижчого суспільного шару, прагне до того щоб покращити умови в яких живуть і працюють люди. Має ознаки романтичного бунтівника: внутрішня роздвоєність, відчуття відчуженості, великий індивідуалізм.
Йоася Подборська — має близько 26 років. Працює домашньою вчителькою панянок Оженьських. Рано втратила батьків, утримувалася з власної роботи і допомагала меншим братам. Дівчина багато читала, цікавилася літературою і театром. Вчительську роботу трактувала як місію. Вірила у благо, прогрес суспільства. Сумувала за втраченим домом і прагнула мати когось близького поряд.
Кожецкі — інженер, працюючий в шахті в Заглеб'ї.
Нєвадзка — заможна вдова.

## Короткий зміст
Герой роману, молодий лікар Томаш Юдим, що відбуває лікарську практику в Парижі, знайомиться там з польськими туристками — з пані Нєвадзкою, її внучками та їх вчителькою Йоанною Подборською. Юдим їде з ними на екскурсію до Версалу, а потім земляки розстаються.
Юдим повертається до Варшави, де хоче присвячувати себе боротьбі із злиднями і допомозі найбіднішим мешканцям. З цією метою під час зустрічі лікарів в доктора Черніша, виголошує палку промову на тему нелюдських умов життя бідноти і заохочує колег працювати безкоштовно, додаючи, що це їх обов'язок. Але у відповідь отримав тільки нерозуміння та образливі слова. Після того чоловік виїжджає до курорту в Чісах, де обіймає посаду санаторного лікаря. Там знову зустрічається з пані Нєвадзкою і закохується у Йоасю Подборську. Але згодом розчарований Томаш Юдими змушений виїхати, тому, що керівництво санаторію спричинило погіршення умов життя мешканців міста (забруднення питної води, що викликало масові захворювання на малярію, з якою молодий лікар не зміг боротися). На вокзалі випадково зустрічає давнього знайомого, інженера Кожецького (декадента) і виїжджає з ним до Заглеб'я Домбровського. Спостерігаючи трагічні умови життя і роботи шахтарів, вирішує працювати серед них. Приймає також рішення назавжди розстатися з коханою Йоасею. Робить вибір залишитись сам у боротьбі із злиднями та нещастями людського життя.